# William D'Amico
William D'Amico   (Utica, 3 d'octubre de 1910 - Lake Placid, 30 d'octubre de 1984) fou un pilot de bob estatunidenc que va competir durant les dècades de 1940 i 1950.
El 1948 va prendre part en els Jocs Olímpics d'Hivern de Sankt Moritz, on guanyà la medalla d'or en la prova de bobs a quatre del programa de bob. Formà equip amb Francis Tyler, Patrick Martin i Edward Rimkus. En el seu palmarès també destaquen dues medalles d'or i una de bronze al Campionat del món de bob.